# دیوید لورا
دیوید لورا (انگلیسی: David Loera؛ زادهٔ ۱۰ سپتامبر ۱۹۹۸) بازیکن فوتبال اهل ایالات متحده آمریکا است.
از باشگاه‌هایی که در آن بازی کرده‌است می‌توان به باشگاه فوتبال اورلاندو سیتی اشاره کرد.
وی همچنین در تیم ملی فوتبال ایالات متحده آمریکا بازی کرده‌است.